# اس‌ام‌اس براندنبورگ
اس‌ام‌اس براندنبورگ (به انگلیسی: SMS Brandenburg) یک کشتی بود که طول آن ۱۱۵٫۷ متر (۳۷۹ فوت ۷ اینچ) بود. این کشتی در سال ۱۸۹۱ ساخته شد.